# هاتف الباب

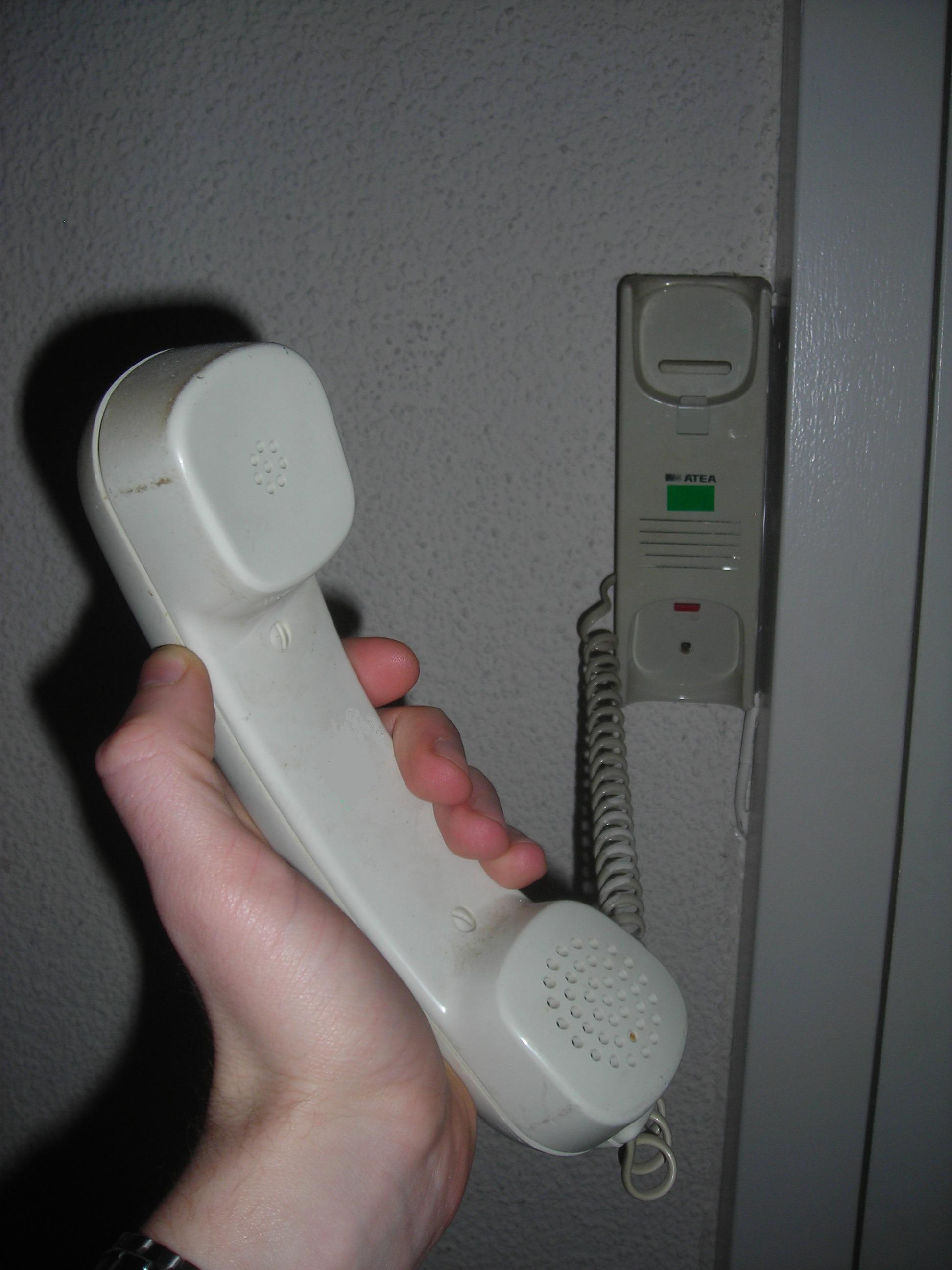
أنترفون داخل شقة.

هاتف الباب بالإنجليزية:Door phone هاتف الباب أو هاتف جرس الباب عبارة عن مجموعة من العناصر الكهربائية والإلكترونية المستخدمة للتعامل مع الاتصال ثنائي الاتجاه (من شارع إلى منزل) في المنازل أو الشقق أوالفيلات. الجهاز متصل بنظام اتصال آمن يستخدم للتحكم في فتح الباب مما يتيح الوصول إلى أي نوع من المباني أو المكاتب أو المباني السكنية. يتم استخدامها على نطاق واسع في الهياكل المذكورة، بحيث أنها في الوقت الحاضر تشكل جزءًا من التركيب الكهربائي القياسي لمعظم المباني

## ألية العمل
هاتف الباب في نسخته الأساسية هو اتصال داخلي ثنائي الاتجاه يسمح بالاتصال من الشارع إلى المنزل، مع إمكانية توجيه ضربة كهربائية لفتح الباب وفتحه، مما يسمح بالوصول إلى داخل المبنى
في الأماكن التي يوجد بها أكثر من مسكن، يتألف شارع الاتصال، المعروف أيضًا باسم Push Plate أو ببساطة Plate Street ، من عدد من الأزرار (عادة واحدة لكل مسكن) مع الملصق بجانب المنزل أو رقم الشقة أو اسم المستأجر.
توجد لوحة هاتف الباب في الجزء الخارجي من مدخل كل مبنى، وتتكون من مصفوفة من الأزرار لكل منها يقود الطنان الموجود في وحدة داخل كل منزل، والذي يحتوي على زر لتنشيط الضربة الكهربائية.
هناك العديد من أنظمة التثبيت، والأكثر تقليدية من 4 + 1، (أي: أربعة أسلاك للطاقة والاتصالات ونظام الباب وواحد للمكالمة).

## هواتف الباب بالفيديو
نذهب إلى أبعد من ذلك بقليل، نجد أن هواتف الابواب زودت بخاصية الفيديو تتميز بتثبيت فيديو بصرف النظر عن الصوت الكلاسيكي. في هذه الحالات، تتمتع لوحة الاتصال الداخلي بنفس بنية الإصدار السابق، ولكنها تحتوي على شاشة فيديو متصلة بكاميرا مراقبة تسمح بفحص الشخص الذي ضغط على الزر وجزء من المنطقة المحيطة.

## أنظمة التحكم بالدخول
```
تبنت بعض الشركات المصنعة أيضًا إمكانية فتح الباب عبر لوحة مفاتيح. من خلال إدخال رمز سري رقمي يتم تشغيل 
الإضراب الكهربائي
. على الرغم من أن هناك أيضًا إمكانية استخدامها كعنصر تحكم في الوصول سواء ببطاقة مغناطيسية أو 
بطاقة ذكية
.
[
2
]
```

## طوبولوجياالأسلاك (التركيبات)
من بين التصنيفات الأخرى، هناك واحد بثلاثة أنواع مختلفة من هواتف الباب التي تختلف بشكل أساسي في عدد الأسلاك المطلوبة في تركيبها، مع وجود بعض التوازي بين الشركات المصنعة المختلفة، التي تستخدم بروتوكولات اتصال مختلفة ولكن هيكل الأسلاك مماثل:
- تقليدي: يتميز هذا النظام باستخدام أربعة أسلاك بالإضافة إلى أسلاك لكل منزل. أي أن (4 + "n") أسلاك، حيث تشير "n" إلى عدد المنازل. هذا النظام هو الأنسب للمباني المتوسطة الحجم.[3]
- مبسط: يتميز هذا النظام باستخدام زوج من الأسلاك، بالإضافة إلى عدد المنازل في الخيوط. أي أن الأسلاك (1 + "n")، حيث تشير "n" إلى عدد المنازل. هو الأنسب للمباني المتوسطة الحجم مع بوابتي دخول أو ثلاث.[4]
- رقمي: هذا النظام أكثر ملاءمة للاستخدام في المباني الكبيرة أو التركيبات المعقدة، لأنه يضمن أقصى سعة وسهولة التركيب. يتميز باستخدام سلكين فقط لجميع المرافق.[5]